# Scanlan Peak
Scanlan Peak är en bergstopp i Antarktis. Den ligger i Östantarktis. Australien gör anspråk på området. Toppen på Scanlan Peak är 1 670 meter över havet.
Terrängen runt Scanlan Peak är lite kuperad. Trakten är obefolkad. Det finns inga samhällen i närheten. 